# Suoddasjaureh
Suoddasjaureh är en sjö i Arjeplogs kommun i Lappland och ingår i Skellefteälvens huvudavrinningsområde. Sjön har en area på 0,162 kvadratkilometer och ligger 916,3 meter över havet.

## Delavrinningsområde
Suoddasjaureh ingår i det delavrinningsområde (737691-151654) som SMHI kallar för Mynnar i Ruonekjåkkå. Medelhöjden är 967 meter över havet och ytan är 18,66 kvadratkilometer. Det finns inga avrinningsområden uppströms utan avrinningsområdet är högsta punkten. Vattendraget som avvattnar avrinningsområdet har biflödesordning 3, vilket innebär att vattnet flödar genom totalt 3 vattendrag innan det når havet efter 363 kilometer. Avrinningsområdet består mestadels av kalfjäll (93 procent). Avrinningsområdet har 0,26 kvadratkilometer vattenytor vilket ger det en sjöprocent på 1,4 procent.